# بابيليو ديموليوس
فراشة بابيليو ديموليوس باللغة الإنجليزية: (Papilio demoleus)، هي فراشة شائعة ومنتشرة من فصيلة الفراشات خطافية الذيل. تُعرف أيضًا باسم فراشة الليم، وفراشة الليمون الحامض، وفراشة ذيل الليمون، وفراشة ذيل السنونو المربعة.تشير هذه الأسماء الشائعة إلى نباتاتها المضيفة لها، والتي عادة ما تكون أنواعًا من الحمضيات مثل الليمون المزروع. تتميز فصيلة الفراشات خطافية الذيل بالذيل البارز، وهنا تختلف فراشة بابيليو ديموليوس حيث أنها تكاد تكون منعدمة الذيل. إن تطرقنا ضمن السياق عن مرحلة البلوغ، فإن فراشة ذيل الليم هي الأقصر عمرًا، حيث يموت الذكور البالغون في هذه الفصيلة بعد أربعة أيام، ويموت الإناث بعد أسبوع. موطن الفراشة الأولي آسيا وأستراليا، وقد يعتبر تواجدها في بعض مناطق العالم ک حشرة بغيضة أو آفة غازية. توسع انتشار هذه النوعية في مناطق مختلفة منها هسبنيولا (في جمهورية الدومينيكان وهايتي)، وفي بقية جزر الأنتيل المتواجدة في النصف الغربي من الكرة الأرضية، وحتى جزيرة ماهيه.

## الوصف
تتميز فراشة بابيليو ديموليوس بانعدام الذيل في شكلها، ويتراوح طول جناحيهـا بين 100–80 ملم. في الجناح من الأعلى يكون اللون الأسود خلفية أساسية، كما يوجد شريط أصفر عريض وغير منتظم على الأجنحة، وهو متقطع في الجناح الأمامي. إضافة لما سبق، تتميز الفراشة أيضًا بعدد كبير من البقع الغير منتظمة على الجناح. أما الجناح الخلفي العلوي، فيتميز ببقع حمراء مائلة للزرقة تحيط بها حواف زرقاء.
كلما تقدمت اليرقة في العمر، يزداد طلبها لأنسجة الأوراق کغذاء، وهو ما سيساعدها لتنمو.
الوصف التفصيلي كما قدمه تشارلز توماس بينغهام في عام 1905:
«الجانب العلوي للأجنحة أسود اللون. تقع قاعدة الجناح الأمامي أسفل الخلية، والنصف القاعدي منها ملطخ بقشور صفراء، بحيث تُشكل خطوطًا عرضية منقطة شبه كاملة، مع بقعتين صفراويتين مائلتين للخارج في الخلية، وبقعة منحنية في قمتها العليا؛ وبقعة عند القاعدة وأخرى خلفها في الفراغ البيني 8؛ وسلسلة قرصية عرضية من البقع الصفراء الكريمية، بشكل غير منتظم الترتيب والحجم، تمتد هذه السلسلة من المسافة البينية 1 إلى 8؛ عند الفراغ البيني 5 تنقطع السلسلة، وتكون البقعة في الفراغ البيني 7 مزدوجة؛ يليها سلسلة متعرجة من البقع بعد القرص، وسلسلة طرفية هامشية من البقع الأصغر. في العديد من العينات يكون اللون الأساسي بين السلسلة القرصية وما بعد القرصية أسودًا محمر بقشور صفراء. الجناح الخلفي: القاعدة والحافة التي تتناقص في العرض على طول الحافة الظهرية محمرتين بقشور صفراء؛ يتبعها شريط أصفر غير منتظم عريض في المنتصف، وسلسلة متعرجة من البقع الصفراء ذات الحواف الخارجية بعد القرصية وسلسلة طرفية من البقع الأصغر ذات اللون المماثل كما في الجناح الأمامي. الهامش الداخلي للشريط الوسطي منحني إلى الداخل، والهامش الخارجي غير منتظم وغير متساوٍ للغاية؛ في الخلية لا يصل الشريط إلى القمة، ولكن خلف الخلية توجد بقعة صفراء كريمية واحدة أو أكثر، واللون الأساسي الأسود محمر بقشور صفراء؛ وأخيرًا عند الزاوية الممزقة توجد بقعة حمراء بيضاوية محمرّة على جانبها الداخلي في الأنثى وفي كلا الجنسين يعلوها هلال أزرق؛ بينما في المسافة البينية 7، وبين الشريط الإنسي والبقعة ما بعد القرصية توجد بقعة كبيرة تشبه العين ذات لون أرضي أسود وبترتيب مبعثر إلى حد ما وبقشور زرقاء.»

 «للجانب السفلي لونٌ مشابه للون الأساسي، بينما العلامات الكريمية أفتح وأكبر بشكلٍ ملحوظ. تختلف العلامات عن تلك الموجودة على الجانب العلوي في أن الجناح الأمامي يحتوي على خطوط كريمية اللون في النصف القاعدي من الخلية وقاعدة الجناح أسفله؛ ومع وجود بقع صفراء غير منتظمة في المسافات البينية من 5 إلى 8، وسلسلة البقع القرصية كاملة وغير متقطعة في المسافة البينية 5. على الجانب السفلي من الجناح الخلفي، اللون الأسود عند قاعدة الجناح وعلى طول الحافة الظهرية مُركز بشكلٍ كبير بلون كريمي باهت؛ أما العين فتقع في المسافة البينية 7، وقمة الخلية واللون الأساسي الأسود فهما بين الشريط الوَسَطي، والعلامات ما بعد القرصية في المسافات البينية 2–6 متمركزة باللون الأصفر، ومحاطة باللون الأزرق.

 قرون الاستشعار ذات لون بني محمر، ومع وجود لمسات من اللون الأصفر على الجانب الداخلي من القرون باتجاه المصدر؛ يكون كل من الرأس والصدر والبطن بلون أسود داكن، وهناك خطوط كريمية مصفرة على الرأس والصدر من الأمام تتشكل عرضيًا، وهناك من الأسفل خطوط سوداء طولية جانبية وخطوط صفراء كريمية طولية أيضًا في الصدر والبطن وتمتمد إلى نهاية الصدر والبطن من الفراشة.»

## الحالة والنطاق والموطن
من فصيلة الفراشات خطافية الذيل، تعد فراشة بابيليو ديموليوس أكثرهن انتشارًا في العالم. يمكن ملاحظتها في كل من الدول الاتية:
سوريا، وفلسطين، والعراق، وسلطنة عمان، والإمارات العربية المتحدة، والكويت، وقطر، وإيران، وغرب أفغانستان وشرقها أيضًا، وفي شبه القارة الآسيوية الجنوبية (الهند بما في ذلك جزر أندامان، وبنغلادش، وغرب باكستان، وسريلانكا، ونيبال)، وميانمار، وتايلاند، والفلبين، وكمبوديا، وفيتنام، وجنوب الصين (بما في ذلك هاينان، ومقاطعة قوانغدونغ)، وتايوان، وبشكل نادر في اليابان، وفي ماليزيا، وسنغافورة، وإندونيسيا (كاليمانتان، وسومطرة، وسولا، وتالود، وفلوريس، وألور، وسومبا)، وبابوا غينيا الجديدة، وأستراليا (بما في ذلك جزيرة لورد هاو)، وجزر سليمان، وهاواي، وربما تتواجد في جزر أخرى من المحيط الهادئ.
قرر مؤخرًا وجود نُويع يسمى بابيليو ديموليوس مالايانوس بعدد كبير في جنوب شرق آسيا، في مدينة ماهي بسيشل. ويرجح أن يكون هذا النُويع قد أدخل إلى ماهي بشكل غير مقرر قبل بضع سنوات (أول تسجيل في نوفمبر 2016). ومن المتوقع انتشار بابيليو ديموليوس داخل سيشل إلى جزر جرانيتية أخرى في الأرخبيل، مثل براسلين ولا ديغ.
كان هذا النوع من الفراشات غائبًا سابقًا عن بورنيو، ولكنه الآن يعد واحدًا من أكثر أنواع البابيليونيدات شيوعًا في صباح وساراواك في بورنيو الماليزية، وكاليمانتان (بورنيو الإندونيسية)، وبروناي.
في السنوات الأخيرة، انتشرت هذه الفراشة إلى جزيرة هيسبانيولا (في جمهورية الدومينيكان وهايتي) في نصف الكرة الغربي، ثم إلى جامايكا وكوبا وشمال جزر الأنتيل الصغرى وبورتوريكو. يعود أصل هذه الفراشة الدومينيكية إلى جنوب شرق آسيا، ولكن كيفية وصولها إلى هناك غير معروفة. أبلغ مستخدم على موقع (INaturalist) عن ظهور خادرة من هذا النوع في كي ويست، فلوريدا، في سبتمبر 2022.
يشير انتشار فراشة بابيليو ديموليوس الواسع إلى قدرتها على تحمل البيئات المتنوعة وتكيفها معها. فهي توجد في السافانا والأراضي البور والحدائق والغابات دائمة الخضرة وشبه دائمة الخضرة، كما تُفضل الجداول ومجاري الأنهار. في الهند، تنتشر بشكل رئيسي في السهول، ولكن يمكن العثور عليها على تلال شبه الجزيرة الهندية وعلى ارتفاعات تصل إلى 2100 متر في جبال الهيمالايا. وهي شائعة في الحدائق الحضرية، وقد تُصادف أيضًا في المناطق الحرجية. تُعد هذه الفراشة أيضًا غازية ناجحة للغاية، ويبدو أن سبب انتشارها يعود إلى طيرانها الراسخ، وزيادة التحضر واستخدام الأراضي الزراعية التي تفتح مجالات جديدة للانتشار، وتوافر النباتات الغذائية بشكل أكبر.

## التصنيف
تشكّل خمس فراشات متقاربة من جنس بابيليو مجموعة فراشات الليم، وتعد فراشات بابيليو ديموليوس لينيوس النوع الرئيسي فيها وهو ما أعطى للمجموعة اسمها، 1758. الفراشات الأخرى ذات الصلة شكليًا هي:
- بابيليو ديمودوكس، اسبير 1798 (يوجين يوهان كريستوف اسبير)
- بابيليو إريثونيويديس، جروس سميث، 1891
- بابيليو جروسميثي، روتشيلد 1926 (ليونيل وولتر دي روتشيلد)
- بابيليو موروندافانا، جروس سميث، 1891

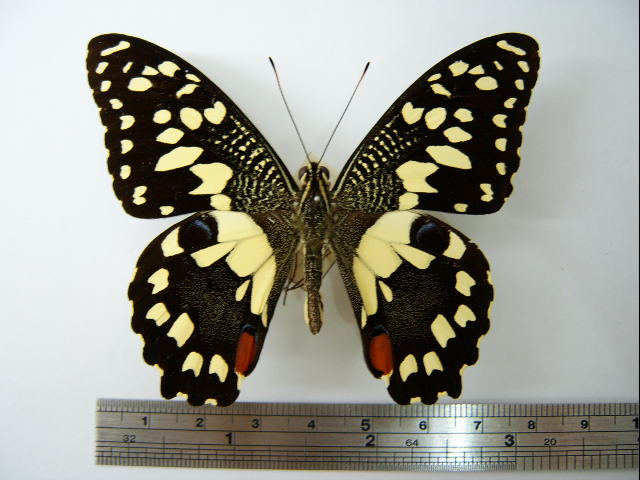
فراشة الليم بابيليو ديموليوس
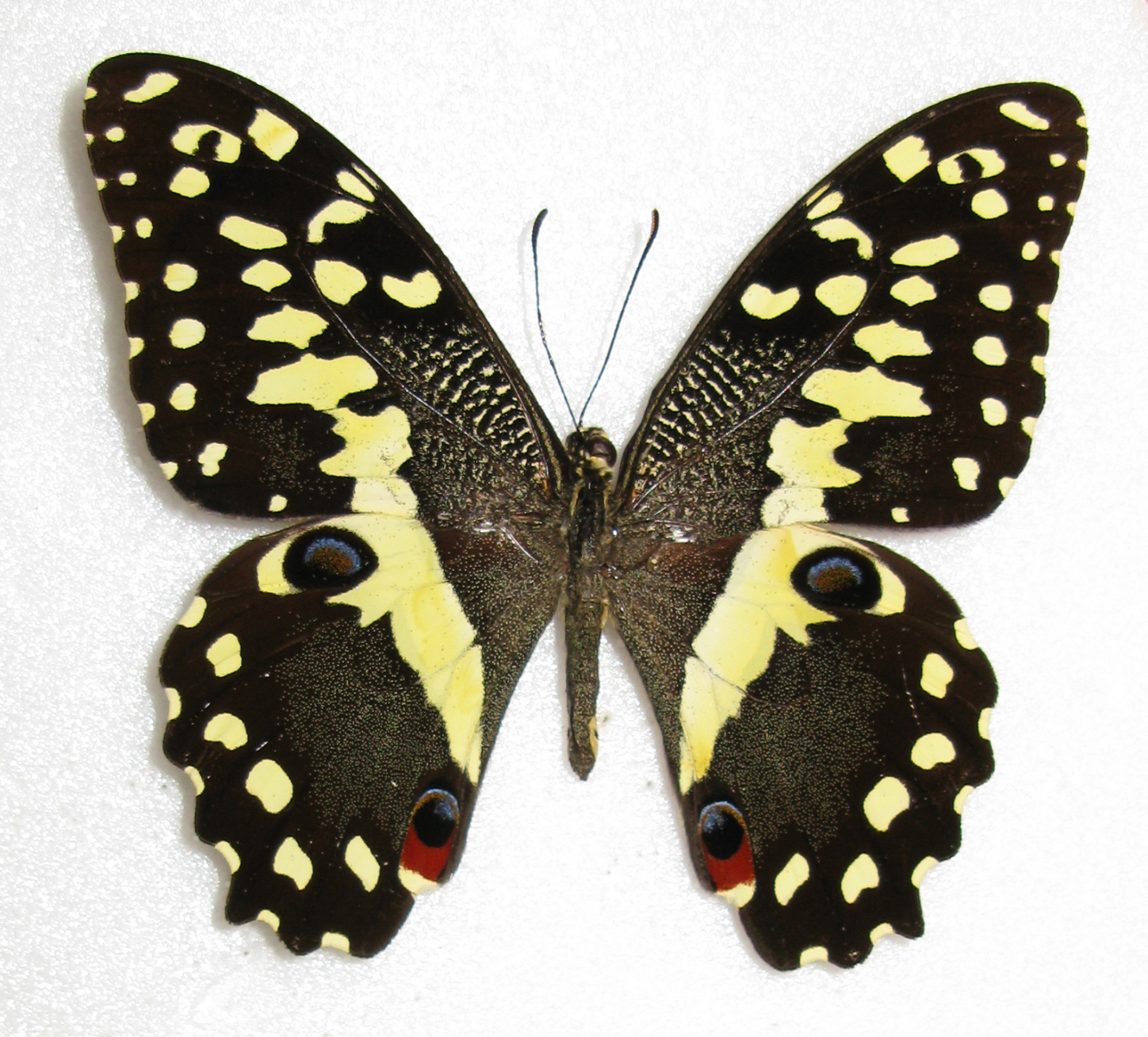
فراشة بابيليو ديمودوكس
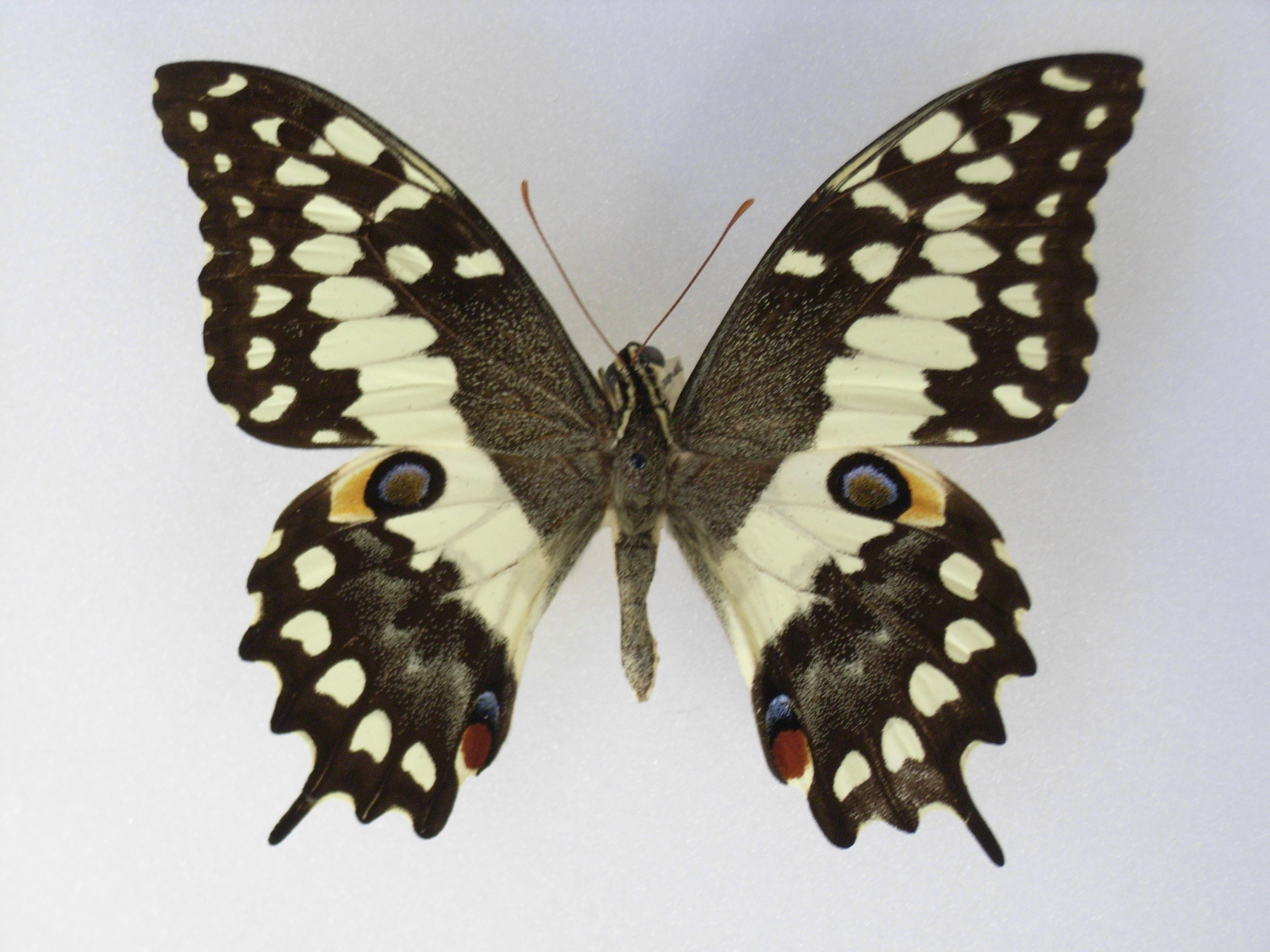
بابيليو موروندافانا

تتواجد فراشة الليم خطافية الذيل، بابيليو ديمودوكس، اسبير، في منطقة جنوب الصحراء الكبرى في أفريقيا، في حين أن الأنواع الثلاثة الأخرى متوطنة في مدغشقر.
تشير الأبحاث في الجغرافيا الحيوية، وعلم التطور، وتحليل علاقات التوارث التي يعود تاريخها إلى العصر الطباشيري، لمجموعة فراشات الليم أو فصيلة الديموليوس، إلى أن مجموعة الليم خطافية الذيل تنوعت في مدغشقر في منتصف العصر الميوسيني.
تم التعرف على ستة أنواع فرعية من فراشة ديموليوس:
- (بابيليو ديموليوس)، ديموليوس لينيوس، 1758 - عبر آسيا من الصين إلى شبه الجزيرة العربية، واستعمر الآن هذا النوع في كل من تركيا والعراق وسوريا والفلبين وجزر تالود وسولا وجزر الملوك (أمبون وسيرام).
- (بابيليو ديموليوس)، ليبانيوس فروستورفر، 1908 — تايوان، والفلبين، وسولا، وتالو
- (بابيليو ديموليوس)، مالايانوس والاس، 1865 — جزر سوندا الكبرى (سومطرة، جاوة، بورنيو، وبالي)، والاسيا (سولاويسي، سومباوا، لومبوك، تيمور، ليتي، فلوريس، ويتار، وألور)، غينيا الجديدة، أرخبيل بسمارك، جزيرة كريسماس، جزر مضيق توريس (جزيرة دوان)، جزر الأنتيل الكبرى (هسبانيا، جامايكا، بورتوريكو، كوبا، وغينيا الجديدة)، و سيشيل (ماهي).[4]
- (بابيليو ديموليوس)، نوفوغينينسيس روتشيلد 1908 — الحافة الجنوبية الشرقية لبابوا غينيا الجديدة حول بورت مورسبي.
- (بابيليو ديموليوس)، ستينيلوس ماكلي 1826 — أستراليا.
- (بابيليو ديموليوس)، ستينيلينوس روتشيلد، 1895 — سومبا، فلوريس، وألور.

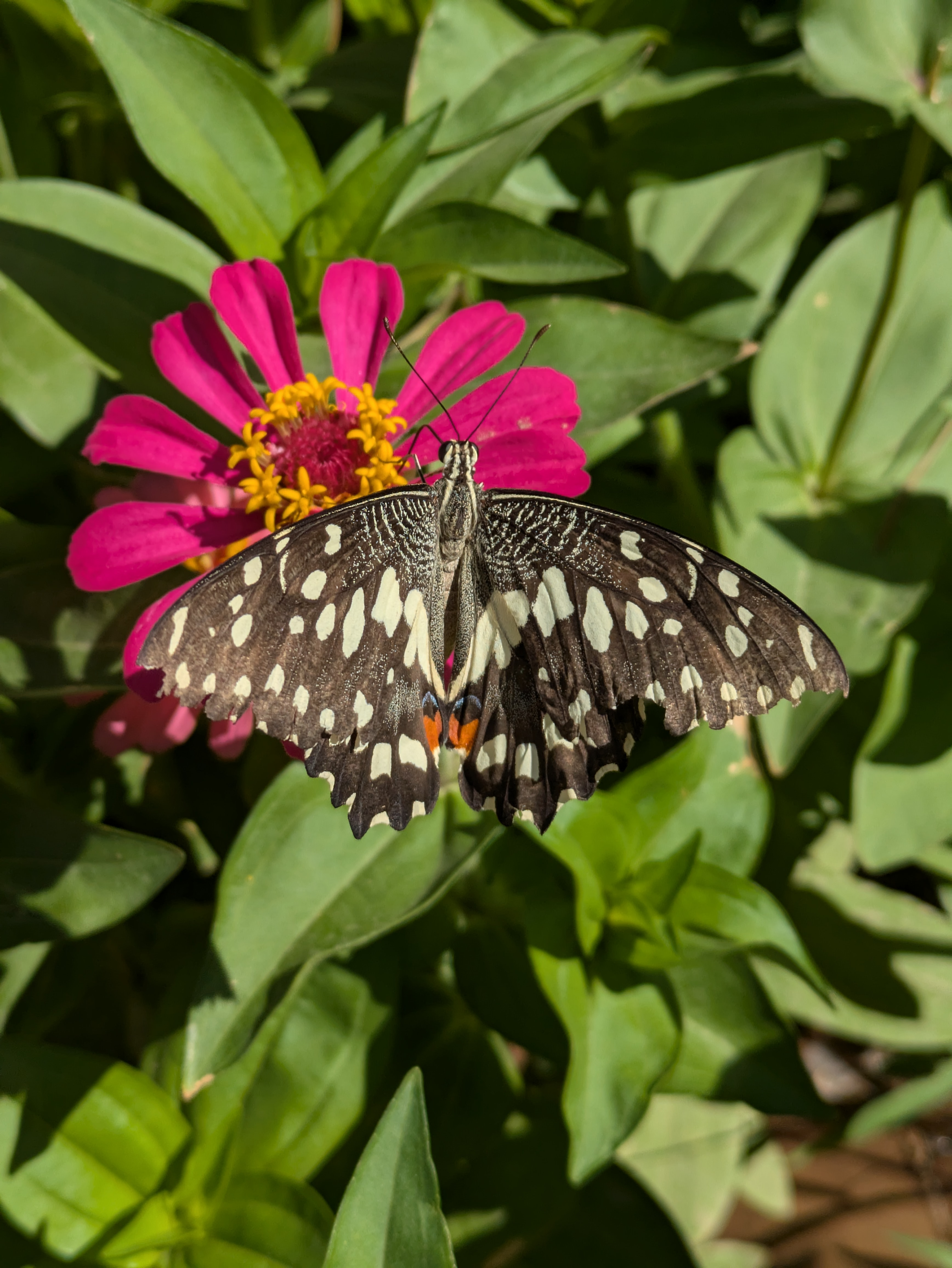
فراشة بابيليو ديموليوس في بهبهان

هذه الفراشـة شغوفة بالبحث عن الطعام في برك الطين، وفي زيارة الأزهار. تستمتع بدفء أجنحتها المفتوحة على خصلات اوراق النباتات والأعشاب، وعادةً ما تبقى على بُعد متر واحد من الأرض، حتى في الأيام الغائمة. تعتمد على طيرانها السريع للهروب. لديها أكثر من طريقة للطيران. ففي برودة الصباح، يكون طيرانها بطيئًا نظرًا لكون الفراشـة خطافية الذيل صالحة للأكل وغير محمية. ومع تقدم النهار، تطير الفراشـة بسرعة، وبشكل مستقيم، وعلى ارتفاع منخفض. قد يُعثر عليها في الاوقات الأكثر حرارة من النهار مستوطنةً في بقع رطبة، حيث تبقى ساكنة، باستثناء رفرفة جناحيها بين الحين والآخر، إن لم تُزعج. كما أنها زائرة متكررة للزهور في الحدائق، حيث تُفضل أزهار الأعشاب الصغيرة على النباتات الكبيرة، مثل نبات اللانتانا المنتشرة أزهاره بكثرة. ويمكن رؤيتها تتكاثر في بساتين نباتاتها الغذائية.
أظهرت الأبحاث التي أجريت على صور حديثة الظهور لـ بابيليو ديموليوس، أن لديهم تفضيلًا فطريًا أو عفويًا أثناء التغذية للألوان الزرقاء والأرجوانية، في حين يتم إهمال اللون الأصفر، والأخضر المصفر، والأخضر، والأزرق المخضر تمامًا.

## الدورة الحياتية

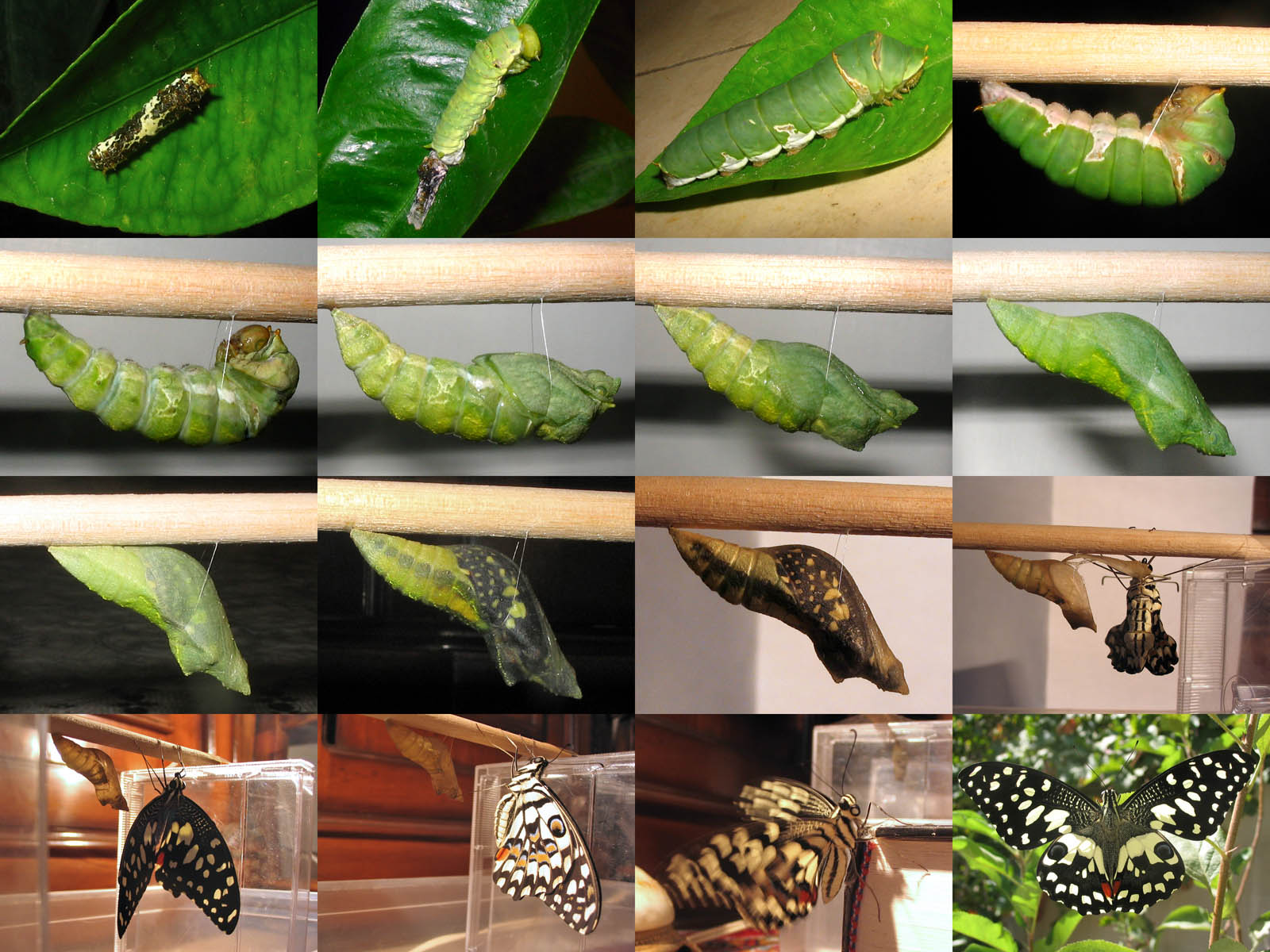
دورة حياة الفراشة

يعتمد عدد أجيال فراشة ديموليوس على درجة الحرارة - فقد سُجلت تسع أجيال بالقرب من خط الاستواء، بينما سُجلت خمسة أجيال في الصين ذات المناخ الدافئ المعتدل. في الظروف المختبرية المثالية، سُجِّل نضج الجيل الواحد في غضون ما يزيد قليلًا عن 30 يومًا. ويتراوح متوسط مدة نضج جيل واحد من فراشة الليم في الحقل بين 26 و59 يومًا. وفي المناخات الباردة، تُمضِي الفراشة فصل الشتاء في شكل شرانق. وعادةً ما تمر الفراشة بخمسة أطوار يرقية.
تنتقل أنثى الفراشة من نبات إلى آخر، وتضع بيضة واحدة في كل مرة على قمة ورقة النبات، حيث تتمسك بالورقة بأرجلها، وتطير فور وضعها. تكون البيضة مستديرة، صفراء فاتحة اللون، مسطحة القاعدة، ناعمة السطح، ويبلغ ارتفاعها حوالي 1.5 مم. تظهر على البيض المخصب علامة حمراء صغيرة في قمته.
تبقى اليرقة حديثة الفقس في منتصف الجانب العلوي من الورقة. الطور الأول أسود اللون، حيث رأس أسود وصفّين من الأشواك اللحمية تحت الظهر. أما الأطوار الثانية والثالثة والرابعة فهي داكنة اللون، برأس بني داكن لامع، وعلامات بيضاء على الجزأين الثامن والتاسع من اليرقة، تشبه بقعة بيضاء من حمض اليوريك تترسب في فضلات الطيور، تساعدها هذه البقعة في النجاة من الافتراس، فهي بذلك تبقى آمنة في الأماكن المفتوحة.
مع تقدم الأطوار، يتلاشى هذا التشابه. ابتداءً من الطور الخامس فصاعدًا، تتخذ اليرقات شكلًا أسطوانيًا، مدببًا نحو الخلف، ولونها أخضر باهت موحد اللون، مع شريط أبيض تحت الطور التنفسي. يتطور شريط أسود إضافي على القطعتين الرابعة والخامسة، مع نقطتين سوداوين ونقطتين مزرقتين. أما القطعتان الثامنة والتاسعة، اللتان كانتا تُشكلان سابقًا علامات التمويه، فتتطوران الآن إلى شريط بني وأبيض. في هذه المرحلة، تُجبر اليرقات على العيش في أماكن منعزلة.
العذراء، وهي مجعدة، قوية، ويبلغ طولها 30 ملم، ولها نتوءان في الأمام على رأسها وواحد أيضًا على صدرها، وتشبه العذراء المورمونية الشائعة (بابيليو بوليتيس)، والفرق هو أن العذراء المورمونية الشائعة لها قطع أعمق بين النتوءات وبطنها أكثر بروزًا على الجانبين، ولها نقطة صغيرة.
العذراء ثنائية الشكل من حيث اللون، حيث يتطور اللون وفقًا للون والملمس السائدين في الخلفية. الشكل الأخضر، الذي يوجد بين النباتات الخضراء والقوام الأكثر نعومة، يكون أخضر فاتحًا وغير مميز أو ذو علامات ظهرية صفراء. عند وجودها بين أجسام بنية أو جافة، تميل العذراء إلى التحول من اللون الرمادي البني الفاتح إلى البني الوردي، وتظهر عليها خطوط بنية داكنة وسوداء غامضة.
تطير الفراشات البالغة كل شهر، لكنها تكون وفيرة بشكل خاص أثناء وبعد موسم الرياح الموسمية.
في الرياض، كشفت عمليات تربية ديموليوس في الأسر (حول متوسط عمر المراحل المختلفة في تلك المنطقة) عن البيانات التالية:
- عدد الأجيال في السنة: 8
- مدة مرحلة البيض: 3.1 إلى 6.1 يومًا.
- مدة مرحلة اليرقة: 12.9 و 22.7 يومًا.
- مدة مرحلة العذراء: من 8.0 إلى 22.4 يومًا.
- مدة المرحلة البالغة: من 4 إلى 6 أيام بمتوسط 5.1 يومًا.

### التطفل والافتراس
على الرغم من أسلوب التمويه ثنائي المراحل، تعثر الدبابير الطفيلية على بعض يرقات ديموليوس، حيث تضع عشرات البيض فيها. تلتهم يرقات الدبابير الطفيلية اليرقة من الداخل. في بداية الأمر، تتجنب أعضائها الحيوية، ولكن مع استعداد اليرقة للتشرنق، تُستهلك حتى أعضائها الحيوية. قبل أو بعد شرنقة اليرقة بفترة وجيزة، تخرج الطفيليات من عائلها، فتقضي عليه.
في المملكة العربية السعودية، وُجد أن أعلى معدلات وفيات كان بين اليرقات والشرانق في التجمعات المزروعة بسبب بكتيريا من جنس العصوية. إضافةً إلى ذلك، كانت البيوض واليرقات فريسة شديدة لنوعين مجهولين من العناكب، وهما منتشران بكثرة في أشجار الحمضيات.
في الصين، من المعروف أن أنواعًا من الفطريات من جنس أوفيوكورديسيبس تتطفل على أنواع عديدة من اليرقات، بما في ذلك ديموليوس. تنتشر الأبواغ على الوالدين، وتصيب اليرقات الصغيرة، وعندما تتحول إلى شرانق، لا تتطور إلى يرقات بالغة؛ بل تقتل الفطريات لحم اليرقة وتأكله من الداخل، وتُنبت برعمًا بوغًا من جثة اليرقة الميتة. يُعتقد أن الفطريات المعروفة باسم دونغ تشونغ شيا كاو ( dōng chóng xià cǎo) لها خصائص طبية في الصين، وتُعرف في الإنجليزية باسم فطر اليرقة.
في الهند، من المعروف أن طفيليات الدبابير البراكونيدية هذه تتطفل على يرقات ديموليوس:
- أنواع أبانتيليس بما في ذلك أبانتيليس بابيليونيس
- هابروبراكون هيبيتور

في تايلاند، تم تسجيل عدد من الكائنات الحية التي تهاجم المراحل غير الناضجة من ديموليوس:
- طفيليات البيض

أوينسيرتوس مالاينسيس فيريير (غشائيات الأجنحة: متقوسات)
تيتراستيكوس (غشائيات الأجنحة: دنفصيات)
- طفيليات اليرقة

ريسيا نيمفاليدوفاجا (ذوات الجناحين: تاشينيات)
كانثيكونيديا فورسيلاتا (خماسيات الأجزاء)
ومن بين الأعداء الطبيعيين الآخرين لليرقات: حشرات الريدوفييد، والطيور، والعناكب، والدبابير الكروية، والحرباء.
- طفيليات العذراء

براكيميريا (غشائيات الأجنحة: زنبارية نحاسية)
بترومالوس باروباروم (غشائيات الأجنحة: طيطنيات)
أوفيوكورديسيبس
في جامايكا، تم الإبلاغ عن وجود طفيلي بيض الإنسيرتيد وطفيلي الكالسيدويد.

## النباتات الغذائية

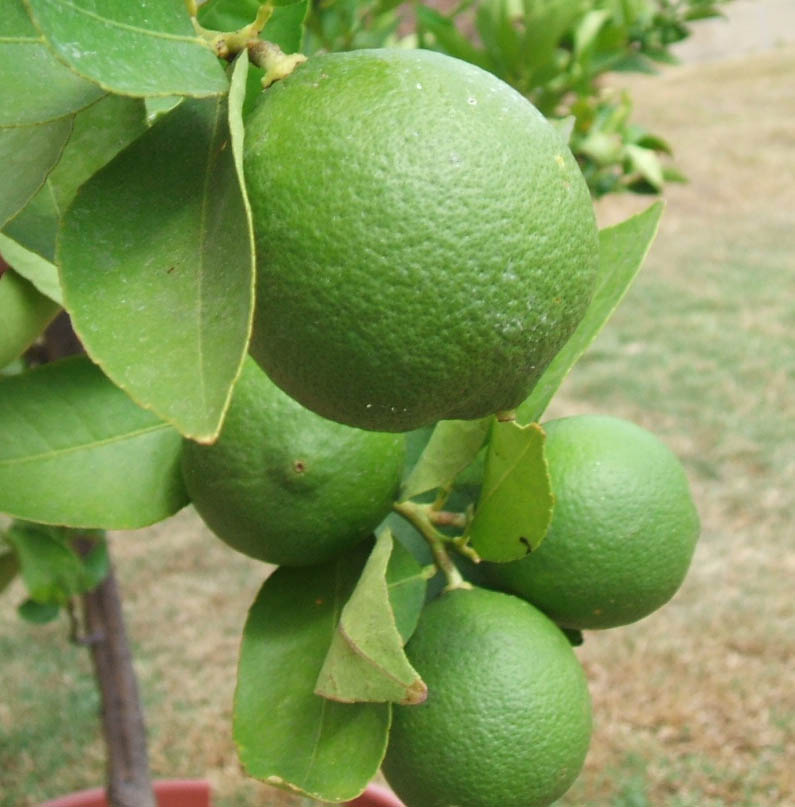
ثمرة الليم

النباتات الغذائية لـ يرقة بابيليو ديموليوس في آسيا من عائلة السذابيات، بينما تتغذى الفراشة من عائلة مضيفة أيضًا وهي عائلة البقوليات في أستراليا وبابوا غينيا الجديدة.

### عائلة السذابيات
- أشجار الليم، واليوسفي، والليمون، والليمون البلدي، والليمون الهندي، والليمون الحامض، والبرتقال.
- سذاب أذفر
- قثاء هندي
- مورايا كونيجية
- حمضيات استراليا

## خطورة اقتصادية

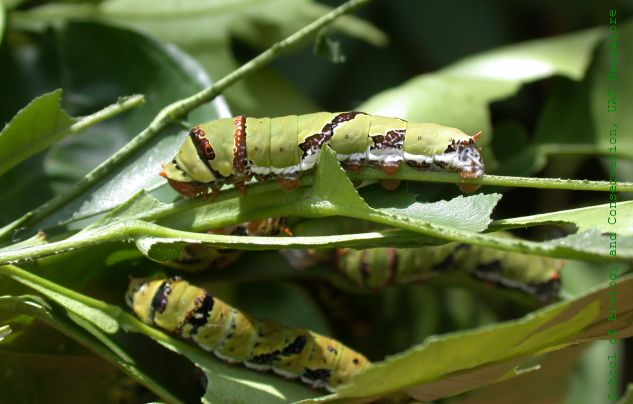
صورة توضح التهام اليرقات لأوراق الليمون

تشكل فراشة الليم آفة اقتصادية تُصيب العديد من أنواع الحمضيات المزروعة في الهند وباكستان والعراق والشرق الأوسط. وبفضل تاريخها الناجح في توسيع نطاق انتشارها، يُرجّح أن تنتشر فراشة الليم من موطنها الأصلي في هيسبانيولا بمنطقة البحر الكاريبي إلى فلوريدا وأمريكا الوسطى والجنوبية المجاورة. تُعتبر هذه الآفة تهديدًا خطيرًا، وذلك نظرًا لقدرتها على النمو السريع في ظل ظروف مواتية، وتسجيلها خمسة أجيال سنويًا في المناطق المعتدلة بالصين. يمكن لليرقات أن تُتلف أوراق أشجار الحمضيات الصغيرة (أقل من 60 سم) تمامًا، وتُدمر مشاتل الحمضيات.أما في الأشجار الناضجة، فقد تُفضل اليرقات الأوراق الصغيرة والأوراق المحمرة.
كان قطف اليرقات يدويًا ورشها بالإندوسلفان 35 EC (2 مل/10 لترات من الماء) هو الوسيلة الموصى بها لمكافحة الآفات من قبل الوكالات الحكومية الهندية والكليات الزراعية، وبرغم نجاح هذه الطريقة إلا أن المحكمة العليا في الهند قد حظرت إستخدام المبيد.